# Loire-Könige
Als Loire-Könige bezeichnet man jene französischen Könige aus dem Haus Valois, die während des Spätmittelalters und der Frührenaissance ihre Hauptresidenz nicht in Paris hatten, sondern in Schlössern des Loire-Tals. Namentlich sind damit Karl VII., Ludwig XI., Karl VIII., Ludwig XII. und Franz I. gemeint.

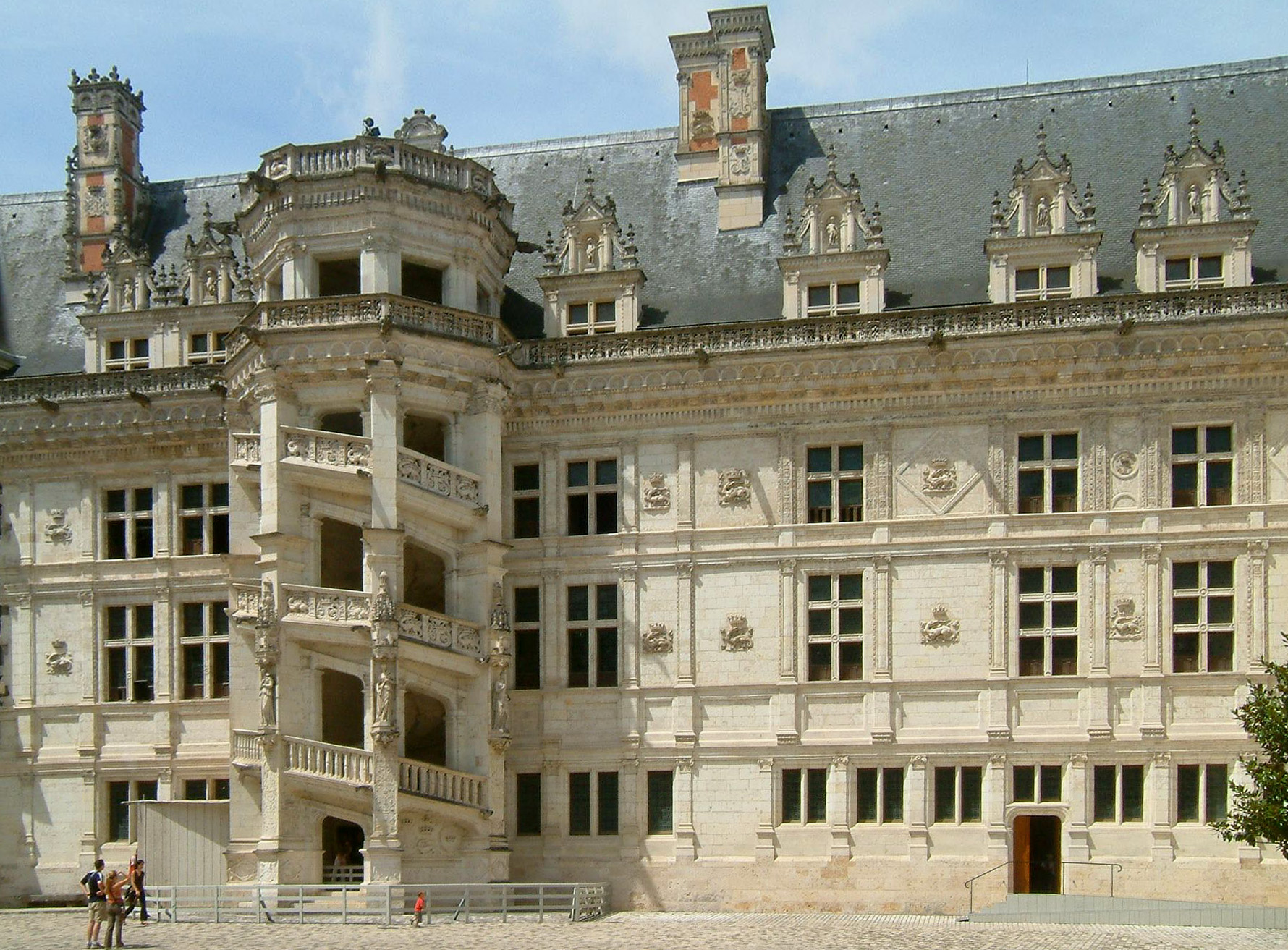
Schloss Blois

Nach dem Tod Karls VI. (1422) musste sich dessen Nachfolger Karl VII. nach Bourges unweit der Loire zurückziehen, da die Engländer und Burgunder die Hauptstadt Paris besetzt hielten (Hundertjähriger Krieg). Vom Loire-Tal aus begann Karl VII. mit der Rückeroberung Frankreichs, in dessen Folge Paris 1436 zurückgewonnen wurde. Karl VII. kehrte jedoch nicht nach Paris zurück, sondern behielt auch nach Beendigung des Krieges gegen England seine Hauptresidenz an der Loire. Maßgeblich ist dies darauf zurückzuführen, dass Paris zu offen mit den feindlichen Burgundern paktiert hatte und der König nun dem Stadtmagistrat zu sehr misstraute. Paris blieb aber dennoch Hauptstadt sowie Sitz der obersten Gerichtshöfe und Pairskammern, als auch wirtschaftliches Zentrum Frankreichs. Die Loire hingegen war während des Krieges das Gebiet der loyalen Kronvasallen gewesen und entwickelte sich nun zum politischen und kulturellen Zentrum des Königreichs.
Die königliche Verwaltung war während des Loire-Königtums zwischen Paris und der jeweils aktuellen Residenz des Königs aufgeteilt, so dass sich beispielsweise Blois für eine gewisse Zeit als Nebenhauptstadt etablieren konnte. Franz I. beendete die Zeit der Loire-Könige, obwohl er selbst noch eines der größten Loire-Schlösser erbauen ließ (Schloss Chambord). 1528 verlegte er die Hauptresidenz sowie die gesamte Verwaltung wieder nach Paris und begann die Zentralisierung Frankreichs mit dem politischen und kulturellen Zentrum Paris wieder verstärkt voranzutreiben. Damit erhielt die Hauptstadt ihren alten Status, wie er vor 1422 gewesen war, vollständig zurück. Fortan hielten sich die Könige fast ausschließlich in und um Paris auf, insbesondere im Louvre sowie in Saint-Germain-en-Laye und Fontainebleau. Die Loire wurde hingegen nur noch selten für Ausflüge und als Rückzugsort während der Hugenottenkriege genutzt. 